# Voglibose
Voglibose é fármaco um inibidor de alfa-glucosidase utilizado para diminuir o nível de glicose pós-prandial em pessoas com diabetes mellitus.